# فرودگاه ایلبو
فرودگاه ایلبو (به انگلیسی: Ilebo Airport) یک فرودگاه همگانی با کد یاتا PFR است . این فرودگاه در شهر ایلبو کشور جمهوری دموکراتیک کنگو قرار دارد و در ارتفاع ۴۴۲ متری از سطح دریا واقع شده‌است.

## شرکت‌های هواپیمایی و مقصدهای پروازی
| شرکت‌های هواپیمایی              | مقصدهای پروازی |
| ------------------------------ | -------------- |
| Compagnie Africaine d'Aviation | ان دیلی        |